# Grande Île (Québec)
Pour les articles homonymes, voir Grande Île.
La Grande Île (anciennement nommée la Grande île de Salaberry) est une île fluviale du Québec dont le territoire fait partie, depuis le 24 avril 2002, de la municipalité de Salaberry-de-Valleyfield. L'île mesure environ 8 km sur 4 km, soit quelque 30 km2.
Grande-Île, ancienne municipalité située au nord-ouest de la Grande Île, désigne aujourd'hui un secteur de Salaberry-de-Valleyfield, près du pont Monseigneur-Langlois.

## Histoire
La Grande Île a été colonisée en deux endroits au début du XIXe siècle. Au nord sont venus s'établir de jeunes familles venant des Cèdres. Au sud se sont établis des gens de Saint-Timothée.